# Diether Sweeck
Diether Sweeck (né le 17 décembre 1993 à Louvain) est un coureur cycliste belge, spécialiste du cyclo-cross et membre de l'équipe Alpecin-Fenix Development. Il est le frère jumeau de Laurens et le frère de Hendrik eux aussi coureurs de cyclo-cross et le petit-fils d'Alfons Sweeck vainqueur la même année du Tour de Belgique et d'une étape sur le Tour d'Espagne 1960.

## Palmarès en cyclo-cross

### Par années
- 2009-2010
  - VII Ciclocross de Medina de Pomar juniors, Medina de Pomar
  - VII Ciclocross de Villarcayo juniors, Villarcayo
- 2010-2011 
  - Superprestige juniors #1-Vlaamse Aardbeiencross, Hoogstraten
  - Trophée GvA juniors #3-GP d'Hasselt, Hasselt
  - 10e du championnat d'Europe de cyclo-cross juniors
- 2011-2012
  - VIII Cyclo-cross de Medina de Pomar, Medina de Pomar
- 2014-2015
  - Trophée Banque Bpost espoirs #4-GP d'Hasselt, Hasselt
  - Internationale Sluitingsprijs espoirs, Oostmalle
  - 6e du championnat d'Europe de cyclo-cross espoirs
  - 8e du championnat du monde de cyclo-cross espoirs
- 2018-2019
  - Jingle Cross #1, Iowa City
  - Toi Toi Cup #5, Kolín
  - Toi Toi Cup #7, Mladá Boleslav
- 2019-2020
  - Toi Toi Cup #5, Kolín
  - Toi Toi Cup #7, Uničov

### Classements
| Épreuve / Édition                    | 2009/2010 (juniors) | 2010/2011 (juniors) | 2011/2012 (espoirs) | 2012/2013 (espoirs) | 2013/2014 (espoirs) | 2014/2015 (espoirs) |
| Championnat du monde                 | 20e                 |                     |                     |                     |                     | 8e                  |
| Coupe du monde (victoires)           |                     | 9e                  |                     |                     |                     |                     |
| Championnat d'Europe                 | 28e                 | 10e                 |                     |                     |                     | 6e                  |
| Superprestige (victoires)            |                     | 2e (1)              |                     |                     |                     | 4e                  |
| Trophée GvA/Banque Bpost (victoires) |                     |                     |                     | 9e                  |                     | 4e (1)              |
| Championnat de Belgique              | 4e                  | 9e                  | 19e                 | 4e                  | 9e                  | 6e                  |